# Горьковское направление Московской железной дороги
Горьковское направление Московской железной дороги — железнодорожная линия от Курского вокзала Москвы до Владимира. Проходит по территориям Москвы, Московской области, Владимирской области. Длина главного хода — 124 км (от Курского вокзала до станции Петушки)[уточнить].
По Горьковскому направлению следуют пригородные поезда, а также поезда дальнего следования в такие города как Новый Уренгой и Нижний Новгород (с Курского вокзала Москвы), Киров, Пермь, Новосибирск, Екатеринбург, Нижний Тагил, Серов, Кемерово, Красноярск, Томск, Иркутск, Нижневартовск, Владивосток, Улан-Батор, Пекин, Пхеньян (с Ярославского вокзала Москвы через Фрязево).

## История
10 мая 1847 года Указом императора Николая I было одобрено строительство железной дороги от Москвы до Нижнего Новгорода.
В первой половине мая 1858 года были организованы работы на участке Москва — Владимир, с весны 1859 года — на участке Владимир — Нижний Новгород.
14 июня 1861 года было открыто движение на участке Москва — Владимир с наспех построенного Нижегородского вокзала.
3 декабря 1885 года открыто пассажирское движение по ветке Стёпаново (ныне Фрязево) — Захарово (протяжённость — 18 км).
С 1896 года по Московско-Нижегородской дороге поезда отправляются с Курско-Нижегородского (позднее — Курского) вокзала Москвы.
В 1911 году открыта ветка Реутово — Балашиха (протяжённость — 12 км).
1 мая 1925 года открыто пассажирское движение по ветке Павловский Посад — Электропередача (ныне Электрогорск) (протяжённость — 15 км).
В 1930-е годы началась электрификация Горьковского направления. В 1933 году электропоезда пошли по линии Москва-Курская — Обираловка (ныне Железнодорожная), а в 1934 — по линии Реутово — Балашиха. В 1957 году, в ходе нового этапа массовой электрификации железных дорог СССР был электрифицирован участок от Железнодорожной до станции Фрязево и далее по ответвлению на Захарово, в 1958 — от Фрязево до Петушков, и, наконец, в 1959 году — вплоть до Владимира.
В 1970—1972 годах к главному ходу на станции Фрязево была присоединена линия Мытищи — Монино, являвшаяся ответвлением Ярославского направления, с этого момента ставшая хордовой линией между двумя направлениями МЖД. Участок Монино — Фрязево был однопутным. Некоторые поезда дальнего следования, отправлявшиеся с Курского вокзала, стали ходить с Ярославского вокзала. Также стали работать пригородные электропоезда до Фрязево с Ярославского вокзала. В 2002—2003 годах участок стал двухпутным. Некоторое время в течение 2000-х годов работали «прямые» поезда с Ярославского вокзала до станций Горьковского направления Электрогорск и Крутое.
До начала-середины 1990-х работал пригородный поезд с плацкартными вагонами Александров-1 — Владимир с Большого кольца МЖД на главный ход Горьковского направления. Затем он был отменён, а съезд с Большого кольца в сторону Владимира был разобран.
В середине 1990-х годов были отменены прямые электропоезда Москва — Владимир, проезд был возможен только с пересадкой по станции Петушки (работали электропоезда Петушки — Владимир). В 2000-х годах прямые электропоезда были восстановлены, но с меньшей периодичностью, чем ходили ранее.
В 2008 году третий путь, имевшийся от станции Железнодорожная до станции Кусково и использовавшийся для грузового движения, был продлён до Курского вокзала в связи с пуском на направлении ускоренных электропоездов «Спутник». После ввода «Спутников» многие товарные поезда были переведены на Ярославское направление, в связи с чем сильно понизилась интенсивность грузового движения на участке от Фрязево до Кусково.
С 2004 до 2010 года работали «прямые» маршруты электропоездов на Большое кольцо МЖД: Москва-Курская — Орехово-Зуево — Бельково, две пары в сутки по летним выходным дням.
С 30 июля 2010 года по 1 июня 2015 года на направлении временно работали электропоезда «Сапсан» сообщением Москва-Курская — Нижний Новгород (до 31 октября 2011 года маршрут был длиннее: Санкт-Петербург — Нижний Новгород). Периодичность была две пары в сутки. С 1 июня 2015 года на направлении работают скоростные поезда «Стриж» испанского производства. В сутки отправляется от 4 до 7 пар поездов. С 1 марта 2018 года восстановлено движение электропоезда «Сапсан» сообщением Санкт-Петербург — Москва-Курская — Нижний Новгород.
С 2014 года ведутся работы по сооружению 4 пути на участке Москва-Курская — Железнодорожная и реконструкции пассажирских платформ, а также сооружение железнодорожных эстакад на Балашиху от станции Реутово через пути главного хода и постройки второго пути на ответвлении Реутово — Балашиха. После завершения строительства планируется реорганизация движения на этом участке — два южных пути (включая сооружаемый) будут использоваться для обычных пригородных электропоездов, северные — для экспрессов и поездов дальнего следования. Работы планировалось завершить к концу 2018 года
Незадолго до открытия в 2023 году Калужско-Нижегородского диаметра, в проекте носившего название Киевско-Горьковский, и на фоне вторжения России на Украину правительство Москвы в рамках МЦД переименовало также участок Киевского направления от Киевского вокзала до станции Апрелевка в Калужское направление. Такое решение мотивировалось тем, что якобы для названия диаметра и направления, осуществляющих пригородные перевозки, подходит больше название ближайших российских крупных городов; при этом, наименования других направлений и диаметров остались прежними. Вместе с тем, участок Горьковского направления переименовали в Нижегородское.

## Современное состояние
Участок Москва-Пасс.-Курская — Петушки (за исключением самой станции) административно относится к Московско-Курскому региону Московской железной дороги, участок Петушки — Владимир относится к Горьковской железной дороге. От станции Москва-Курская до станции Железнодорожная имеется 4 пути, далее — 2, ответвление Реутово — Балашиха двупутное (в сентябре 2014 года началась прокладка второго пути на участке Реутово — Стройка вместе с капитальным ремонтом линии), ответвление Фрязево — Захарово двухпутное до Электростали, далее до Захарово однопутное, ответвление Павловский Посад — Электрогорск однопутное. Пути полностью электрифицированы. Все остановочные пункты оборудованы высокими платформами, исключением был ныне закрытый остановочный пункт Красная Охота.
Таблички с названием остановочных пунктов выполнены в корпоративных цветах ОАО «РЖД» (светло-серым, серым и красном). Ранее таблички были в цветах направления (бледно-жёлтый, серый и белый). До 2008 года таблички были синие с жёлтыми буквами.
На 2025 год турникеты установлены на Курском вокзале, остановочных пунктах Серп и Молот, Нижегородская, Чухлинка, Новогиреево, Реутов, Стройка, Горенки, Балашиха, Ольгино, Железнодорожная, Электроугли, Фрязево, Ногинск, Павловский Посад, Орехово-Зуево, Крутое.

### Пригородное сообщение
Горьковское направление является одним из самых загруженных на Московском узле: суммарное население городов, посёлков и других населённых пунктов, находящихся в непосредственной близости от железной дороги, составляет около миллиона человек. Многие электропоезда в час пик ходят перегруженными, создаются давки и другие проблемы для пассажиров. Самыми крупными станциями по пассажиропотоку являются станции Железнодорожная, Орехово-Зуево, Павловский Посад, Ногинск, Кучино, Ольгино.
Подвижной состав для пригородного пассажирского сообщения предоставляет моторвагонное депо ТЧ-4 Железнодорожная. В настоящее время основу парка подвижного состава составляют электропоезда ЭД4М.
Пригородные поезда следуют по маршрутам: от Москвы до станций Железнодорожная, Балашиха, Купавна, Храпуново, Фрязево, Захарово, Павловский Посад, Электрогорск, Крутое, Петушки, Владимир.
По будням (а также 1 пара по выходным) эксплуатируются поезда-экспрессы «Спутник» по маршруту Москва-Курская — Железнодорожная с промежуточной остановкой на Нижегородской. Также имеется по одной паре ежедневных «Спутников» сообщением до Захарово с промежуточными остановками Нижегородская, Железнодорожная (на Москву), Фрязево, Электросталь, Машиностроитель, Ногинск. И также до платформы Крутое с промежуточными остановками Нижегородская, Железнодорожная, Фрязево, Павловский Посад и Орехово-Зуево. Также курсирует два экспресса повышенной комфортности сообщением до Владимира и один до Орехово-Зуево.
Ранее (по состоянию на 2012—2013 год) ограниченно осуществлялось транзитное движение с Горьковского направления на Алексеевскую соединительную линию: один электропоезд в день от Орехово-Зуево до Москвы-Каланчёвской. Ныне по единственному съезду между путями Курского и Горьковского направлений осуществляют движение поезда следованием до Иванова или Нижнего Новгорода («Ласточка», «Стриж» и «Сапсан»). В будущем вероятнее всего все электрички, а также поезда дальнего следования («Ласточка», «Стриж» и «Сапсан») Горьковского хода будут стартовать уже со станции Нижегородская, которая для Горьковского направления в ближайшем будущем станет уже полноценным отдельным Нижегородским вокзалом.

#### Пересадки
- На платформе Чухлинка возможна пешеходная (200 метров) пересадка на станцию Перово Казанского / Рязанского направлений.
- На станции Железнодорожная возможна пересадка на поезд-экспресс «Ласточка» сообщением Москва — Нижний Новгород, совершающий на этой станции свою первую от Москвы (со стороны Нижнего Новгорода — последнюю) остановку.
- На станции Фрязево возможна пересадка на поезда от/до Ярославского вокзала.
- На станции Павловский Посад возможна пересадка на поезд-экспресс «Ласточка» сообщением Москва — Нижний Новгород.
- На станции Орехово-Зуево возможна пересадка на поезда Большого Кольца МЖД, следующие до Александрова (на север) и Куровской (на юг), а также на поезд-экспресс «Ласточка» сообщением Москва — Нижний Новгород.

На станции Москва-Пасс.-Курская (Курский вокзал) пересадка на:
- Станции московского метро «Курская» Арбатско-Покровской и Кольцевой линий, «Чкаловская».
- Поезда дальнего следования Горьковского и Курского направлений, в том числе скоростные поезда «Стриж» (сообщением Москва — Нижний Новгород, Москва — Санкт-Петербург и Санкт-Петербург — Самара), «Ласточка» (сообщением Москва — Нижний Новгород, Москва — Иваново, Москва — Орёл, Москва — Курск и Москва — Белгород) и «Сапсан» (сообщением Санкт-Петербург — Нижний Новгород).
- Пригородные поезда Курского, Рижского направлений.

Пересадка на московское метро также возможна на промежуточных остановках:
- Серп и Молот — на станции метро «Площадь Ильича», «Римская».
- Нижегородская — на одноимённую платформу МЦК и одноимённую станцию Большой Кольцевой линии метро
- Новогиреево — пешеходная пересадка (около 850 м) или общественный транспорт на станцию метро «Новогиреево».
- Реутов — пешеходная пересадка (около 950 м) или общественный транспорт на станцию метро «Новокосино».

#### Остановочные пункты
- 58 — общее количество

из них:
- 46 — главный ход
- 3 — ответвление Реутов — Балашиха
- 5 — ответвление Фрязево — Захарово
- 4 — ответвление Павловский Посад — Электрогорск

из них:
- 7 — МЦД-4 (центральная зона, Тройка)
- 5 — МЦД-4 (пригородная зона, Тройка)
- 18 — (дальняя зона, Тройка)
- 28 — (за пределами зон, где доступна оплата Тройкой)

#### Самые дальние беспересадочные маршруты пригородных электропоездов изМосквына главном ходу и ответвлениях
- Москва — Владимир
- Москва — Балашиха
- Москва — Захарово
- Москва — Электрогорск

#### Закрытые остановочные пункты
- Красная Охота

#### Новые остановочные пункты
- Ольгино
- Заря
- 87 км

#### Переименованные остановочные пункты
- Карачарово — Нижегородская
- Реутово — Реутов
- 61 км — Казанское
- 65 км — Вохна
- Павлово-Посад — Павловский Посад
- 85 км — Кабаново
- 105 км — Глубоково
- 113 км — Новое Перепечино
- 2 км — Ленская
- 5 км — Ковригино

#### Отменённые маршруты пригородных электропоездов изМосквыпоБМО
- Москва — Бельково

#### Соединительная ветвь МЦД-4
- 3 — Курский вокзал — Белорусский вокзал

#### Киевско-Белорусская соединительная ветвь (МЦД-4)

Электропоезд «Сапсан» на Горьковском направлении глазами пассажиров пригородного электропоезда, проезжающих на крыше во время транспортного коллапса в 2010 г.

- 2 — Белорусский вокзал — Поклонная